# Pleißeflutbett

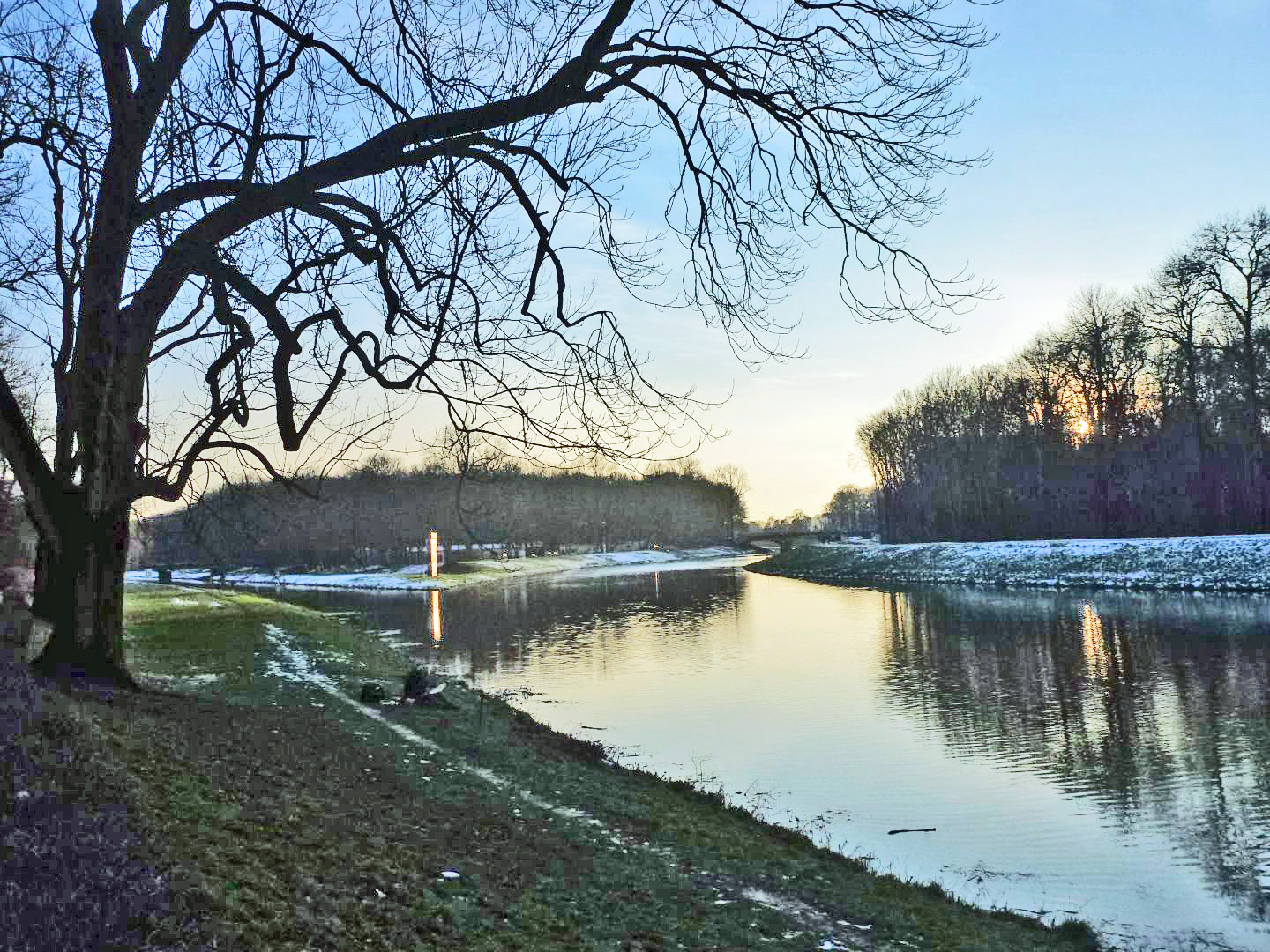
„Leipziger Eck“, Mündung des Pleißeflutbetts (links) in das Elsterflutbett

Das Pleißeflutbett ist ein künstlicher Flusslauf in Leipzig. Er stellt das letzte Stück des Laufs der Pleiße dar. Wasserrechtlich ist es ein Gewässer I. Ordnung.

## Verlauf
Das Pleißeflutbett beginnt am Connewitzer Wehr, an dessen Oberwasser der Pleißemühlgraben abzweigt. Vom Wehr verläuft es in gerader nördlicher Richtung bis an das sogenannte Leipziger Eck, wo es in das Elsterflutbett mündet. Die Länge des Pleißeflutbetts beträgt etwa 600 Meter. Der Fluss ist circa 18 Meter breit. Er wird beidseitig von einer etwa 20 Meter breiten Wiesenzone begleitet, die eingedeicht und für den Hochwasserfall vorgesehen ist.
In seinem nördlichen Teil wird das Pleißeflutbett von der vierspurigen Beipertbrücke überspannt, über die die Straße Schleußiger Weg führt.

## Geschichte
Bereits Mitte des 19. Jahrhunderts war für die Pleiße ein Flutbett von der Gegend des Connewitzer Wehrs (damaliger Abzweig der Rödel) bis zur Elster am jetzigen Palmengartenwehr angelegt worden, das aber zunächst nur in seinem nördlichen Teil etwa vom Südende der Pferderennbahn, wo der Pleißemühlgraben abzweigte, ständig wasserführend war. Der südliche Teil, der etwa dem heutigen Pleißeflutbett entspricht, war nur für den Hochwasserfall vorgesehen. Erst mit dem Bau des Connewitzer Wehrs und dem Abzweig des Pleißemühlgrabens an dieser Stelle war das Flutbett in voller Länge wasserführend und hieß auch über die gesamte Länge Pleißeflutbett.
Das blieb so, bis in Großzschocher das Teilungswehr errichtet wurde und das Elsterflutbett, das bisher nur für die Ableitung von Hochwasser ins Pleißeflutbett vorgesehen war, nun ständig wasserführend wurde. Wegen der größeren Wasserführung des Elsteranteils ging der Name auch auf den nördlichen Teil des Pleißeflutbetts über, und die heutigen Namensverhältnisse entstanden.

## Kurs 1
Das Pleißeflutbett ist ein Teilstück der Wasserwegverbindung aus der Stadt zu den neu entstehenden Seen des Neuseenlandes im Süden. Die Hauptroute, der Kurs 1, führt vom Leipziger Stadthafen am Elstermühlgraben zum Cospudener See. Für die durchgängige Befahrbarkeit wurde am Südende des Pleißeflutbetts zur Überwindung des Connewitzer Wehrs eine Schleuse errichtet. Diese wurde am 11. Juli 2011 offiziell freigegeben.